# Brasiliatapakul
Brasiliatapakul (Scytalopus novacapitalis) är en starkt utrotningshotad fågel i familjen tapakuler som enbart förekommer i Brasilien.

## Kännetecken

### Utseende
Brasiliatapakulen är en liten (11,5 cm), vitaktig och grå, marklevande fågel. Den är blygrå på huvud och ovansida, med vitaktig tygel. Undersidan är ljusare, vitaktig mitt på strupe och bröst övergående i grått på glankerna. Över- och undergump är beige- till rostbrun med otydliga sotfärgade band. Även stjärten är sotfärgad och tertialerna brunaktiga. Benen är gulorange och näbben mörk med gul näbbrot.

### Läten
Sången består av en något stigande serie med mekaniska "shet" som upprepas i mer än två minuter. Varningslätet är ett ljusare och snabbt "cheh-the-the".

## Status och hot
Fågeln förekommer i södra Brasilien (södra Goiás, Distrito Federal och västra Minas Gerais). IUCN kategoriserar arten som starkt hotad.